# Maria Zarębina
Maria Zarębina (ur. 11 stycznia 1922 w Niepołomicach, zm. 29 marca 2020) – polska językoznawczyni, tłumaczka, pracowniczka naukowa Wyższej Szkoły Pedagogicznej w Krakowie, nauczycielka konspiracyjna

## Życiorys
Podczas II wojny światowej odbywała edukację w konspiracji na tajnym Uniwersytecie Jagiellońskim. Była także nauczycielką w szkole średniej na tajnych kompletach. Owocem działalności konspiracyjnej stały się książki na temat tajnego nauczania, które Maria Zarębina wydała po wojnie razem ze swoim mężem prof. Alfredem Zarębą Alma Mater w podziemiu (1964) i Ne cedat Akademia (1975). W 1948 roku uzyskała magisterium u prof. Kazimierza Nitscha. W tym samym roku wyemigrowała na trzy lata do Szwecji. Po powrocie do Polski współpracowała z Polską Akademią Nauk, Uniwersytetem Jagiellońskim oraz Uniwersytetem Marii Curie-Skłodowskiej. W 1961 została zatrudniona w Wyższej Szkole Pedagogicznej w Krakowie (od 2008 Uniwersytet Pedagogiczny im. Komisji Edukacji Narodowej w Krakowie), gdzie pracowała do 1992.
W 1965 uzyskała stopień naukowy doktora na podstawie dysertacji „Kształtowanie się systemu językowego dziecka”. W 1971 została doktorem habilitowanym w oparciu o pracę naukową „Rozbicie systemu językowego w afazji”. Dysertacja ta otrzymała nagrodę Ministra Nauki, Szkolnictwa Wyższego i Techniki. W 1990 Maria Zarębina otrzymała tytuł profesora nauk humanistycznych. Do zainteresowań krakowskiej językoznawczyni należały językoznawstwo ogólne, psycholingwistyka, logopedia, językoznawstwo statystyczne. Angażowała się także w przekładanie literatury pięknej z języka szwedzkiego. Przetłumaczyła między innymi Legendy Chrystusowe Selmy Lagerlöf. W swojej działalności naukowej Maria Zarębina odbywała staże zagraniczne: w Bułgarii, Jugosławii, Macedonii, Niemczech. W latach 1981–1992 pełniła funkcję kierownika Zakładu Języka Polskiego w Wyższej Szkole Pedagogicznej w Krakowie. Zarządzała także Podyplomowym Studium Logopedycznym.
Pod kierunkiem prof. M. Zarębiny powstało 8 doktoratów i ponad 200 prac magisterskich. Językoznawczyni wypromowała między innymi dysertację pt. „Zaburzenia czytania i pisania u dzieci (afatycznych, głuchych i tzw. dyslektycznych)”. Jej dorobek obejmuje po kilkanaście recenzji rozpraw doktorskich, prac habilitacyjnych i książek profesorskich. Maria Zarębina należała do organizacji: Association for Computational Linguistics (w Stanach Zjednoczonych), Komisji Językoznawstwa PAN, Komitetu Językoznawstwa PAN, Komisji Kultury Języka Polskiego PAN, Towarzystwa Miłośników Języka Polskiego, Komisji Rozwoju i Zaburzeń Mowy PAN.

## Nagrody i odznaczenia
- Krzyż Kawalerski Orderu Odrodzenia Polski (1981)[11];
- Tytuł honorowy Zasłużony Nauczyciel PRL (1984)[11];
- Medal Komisji Edukacji Narodowej (w 1996)[11].

## Wybrane publikacje
- Kształtowanie się systemu językowego dziecka (1965);
- Rozbicie systemu językowego w afazji (1973)[12];
- Język polski w rozwoju jednostki: analiza tekstów dzieci do wieku szkolnego, rozwój semantyczny języka dziecka (1980)[13];
- Próba statystycznej analizy słownictwa polszczyzny mówionej (1985)[14];
- Środowiska językowo-kulturowe (1992)[15];
- Imiona bohaterów Pana Tadeusza. Nazwy osób w epopei (1996)[16];
- Poeta wśród prawników. O Panu Tadeuszu inaczej (1999)[17];
- Podstawowe wiadomości z gramatyki języka polskiego (2001)[18];
- Świat wartości w języku studentów krakowskich przełomu wieków (2005)[19].